# Августин Томашевський
Августин Томашевський (пол. Augustyn Tomaszewski; 1759, Мстислав, Вітебське воєводство — 17 січня 1814, Вільно) — церковний діяч, священник-василіянин, доктор богослов'я, педагог, професор догматичного богослов'я, Святого Письма та історії Церкви Головної Віленської школи і Віленського імператорського університету, перекладач, проповідник.

## Життєпис
Народився 1759 року в Мстиславі Вітебського воєводства Великого князівства Литовського в шляхетській сім'ї Тимотея і Гелени Томашевських. Навчався в єзуїтських колегіях у Вітебську і Полоцьку: вивчав літературу, філософію, мови і математику. Вступив до Василіянського Чину на новіціат у Жировицький монастир. Вічні обіти склав 10 березня 1776 року в Битенському монастирі, маючи 16 років. Продовжив навчання в Грецькій колегії святого Атанасія в Римі (вписаний 15 листопада 1781 року, а завершив студії 8 січня 1785 року) і завершив його докторатом з богослов'я. Під час студій в Римі 25 грудня 1784 року отримав священиче рукоположення.
У 1792 році отримав запрошення до Головної Віленської школи на професора богослов'я і Святого Письма і на цій посаді пробув до 1796 року. Працював професором догматичного богослов'я і Святого Письма впродовж цілого ректорства Почобута-Одляницького, натомість за ректорства Стройновського призначений бібліотекарем університетської бібліотеки. На кафедру догматичного богослов'я повернувся аж після реорганізації Головної школи в Імператорський університет у 1803 році. Викладав історію Церкви. Від 1808 року був членом ради Головної семінарії.
Августин Томашевський цілковито присвячувався праці в університеті, зокрема на богословському факультеті. Сумлінно ставився до підготовки лекцій, виховуючи богословів вільними від впливів галіканізму і феброніанізму. Знаний Томашевський був також як добрий проповідник, а на його приписах для проповідників, перекладених з французької мови, довгі роки навчалися білоруські церковні промовці. З історії Церкви нічого не опублікував, натомість його друковані трактати мають полемічний характер.
Помер 17 січня 1814 року у Вільні.

## Публікації
Праці
- «Dyssertacya o skutkach y korzyściach obiawioney od Boga ludziom nauki napisana przez X. Tomaszewskiego Bazyliana Professora Teol. w Akademii Wileńskiey y na publicznym teyże posiedzeniu czytana r. 1795» (Wilno: Druk. XX. Bazylianow, 1795)
- «Rozprawa o niedostateczności filozofii pogan przed przyjściem Chrystusa Pana przeciw Filaretowi…» (Wilno: Druk. XX. Bazylianow, 1808) — переклад на французьку мову: De 1'insuffisance de la philosophie paienne avant la venue de J.C. contre Freret… traduit du polonais par M. l'abbe Harmand (Połock 1808)

Переклади
- Compaing, Jean-Baptiste. «O świątobliwości i obowiązkach kapłanów xiąg troie…» (Wilno: Druk. XX. Bazylianów, 1782)
- Gaichiès, Jean. «Przepisy dla kaznodziejów napisane po francusku przez… na polski język przetłumaczone przez…» (Wilno: Druk. Akademicka, 1799)

Проповіді
- «Kazanie w dzień S. Kazimierza Krolewica Polskiego miane w kościele pod tytułem tegoż Swiętego w Wilnie r. 1795. przez Xiędza Augustyna Tomaszewskiego Bazyliana S. Teologii Doktora i Professora w Akademii Wileńskiey» (Wilno: Druk. XX. Bazylianów, 1795)
- «Kazanie O Odpustach Miane Na Uroczystosc Zwaną Porciunkuła Czyli Panny Maryi Anielskiey w Kościele XX. Bernardynów w Wilnie Roku 1795. Przez Xiędza Augustyna Tomaszewskiego Bazyliana S. Teologii Doktora i Professora w Akademii Wileńskiey» (Wilno: Druk. XX. Bazylianów, 1795)
- «Kazanie na uroczystość Przenayświętszey Troycy miane w Wilnie r. 1795. w kościele S. Tróycy przez Xiędza Augustyna Tomaszewskiego Bazyliana» (Wilno: Druk. XX. Bazylianów, 1795)
- «Kazanie Miane w Dzien Pogrzebu S. P. Wielmozney Jeymc Pani Maryanny z Skorkow Olszewskiey Skarbnikowey Orszanskiey w Wilnie 1797. Decembra 14. Przez Xiędza Augustyna Tomaszewskiego Bazylianina, S. Teologii Doktora Y Teyze Publicznego Professora W Akademii Wilenskiey» (Wilno: Druk. XX. Bazylianów, 1797)
- «Kazanie… w dzień pogrzebu śp. Ludwika Skumina Tyszkiewicza… dnia 23 czerwca roku 1808» (Wilno: Druk. XX. Bazylianów, 1808)
- «Kazanie miane na uroczystość świętego Jana Kantego: w czasie otwarcia głównego Seminarium przy Imperatorskim Wileńskim Uniwersytecie obranego za Patrona Kleryków maiących się uczyć w témże Seminarium» (Wilno: Druk. XX. Bazylianów, 1808)
- «Kazanie… w dzień pogrzebu Eleonory z Olszewskich Wołłowiczowej Ogińskiej…» (Wilno 1809)
- «Kazanie… w kościele akademickim św. Jana, przy obchodzie żałobnego nabożeństwa za duszą śp… księdza Marcina Odlanickiego Poczobuta, doktora filozofii i teologii, prałata i dziekana smoleńskiego… 26 lutego 1810 roku» (Wilno 1810)

## Зауваги
1. ↑  «Tomašivskyj (Tomaszeski) Augustinus, OSBM, p. Timotheus, m. Helena, Lithuanus, Mscislavia...»